# Forêt d'Abernethy
Pour les articles homonymes, voir Abernethy.
La forêt d'Abernethy est une trace toujours persistante de la forêt calédonienne qui couvrait autrefois l'Écosse située près d'Aviemore, en Badenoch and Strathspey, dans le council area de Highland. C'est une réserve de la RSPB, située à proximité du Loch Garten Osprey Centre, également géré par la RSPB.
La forêt abrite le bec-croisé d'Écosse, l'Écureuil roux, le Chat sauvage, le Cerf élaphe, le Tétras lyre, la Mésange huppée, le Balbuzard pêcheur et le Grand Tétras.
La forêt d'Abernethy est située dans le parc national de Cairngorms.